# Tour Clavell
La tour Clavell, également nommée folie Clavell ou tour Kimmeridge, est une tour classée monument de 2e catégorie, construite selon l'ordre toscan en 1830. Elle se dresse le long de la côte jurassique, au sommet des falaises de Hen Cliff dans la moitié orientale de la baie de Kimmeridge sur l’île de Purbeck, dans le Dorset. C'est à présent une propriété du Landmark Trust. Entre 2006 et 2008, l'érosion de la falaise a conduit à la reconstruite à 25 mètres vers l'intérieur des terres.

## Histoire
La tour Clavell est à la fois un observatoire et une folie construite vers 1830 par un pasteur anglican, John Richards, de Smedmore House. Ce clergyman avait adopté le patronyme de John Richards-Clavell après avoir hérité de ces terrains en 1817.
La tour a une hauteur d'environ 10,50 m et se dresse au sommet des falaises de Hen Cliff, qui surplombent la mer de 100 m. Elle est faite d'un appariement de pierres maçonnées, et les fenêtres sont soulignées par un bandeau en briques. Le soubassement est entouré d'une colonnade d’ordre toscan et la terrasse supérieure est dotée d'un parapet en pierre. L'édifice compte en tout quatre étages : le premier est en pierre, et les trois derniers des planchers en bois. La tour se termine par une terrasse. Les fouilles ont mis en évidence l'existence d'une cheminée au rez-de-chaussée, ce qui prouve que cette tour était destinée à être habitée toute l'année ; néanmoins, on ne pouvait accéder aux étages que par une échelle.
Le romancier Thomas Hardy emmenait souvent sa fiancée Eliza Nicholl à la tour Clavell ; il en a fait le décor de ses Poèmes du Wessex. Les garde-côtes s'en sont servis comme tour d'observation jusque dans les années 1930, avant qu'elle ne soit détruite par un incendie. Par la suite, ces ruines désolées inspirèrent à P. D. James son roman Meurtre dans un fauteuil (en), primé en 1975. La chaîne de télévision Anglia Television en a fait le décor de l’adaptation en six épisodes de même titre, interprétée par Roy Marsden en 1985, et elle apparaît dans un vidéo-clip de Boy Who Cried Wolf de The Style Council (1985).

## Reconstruction de l'édifice

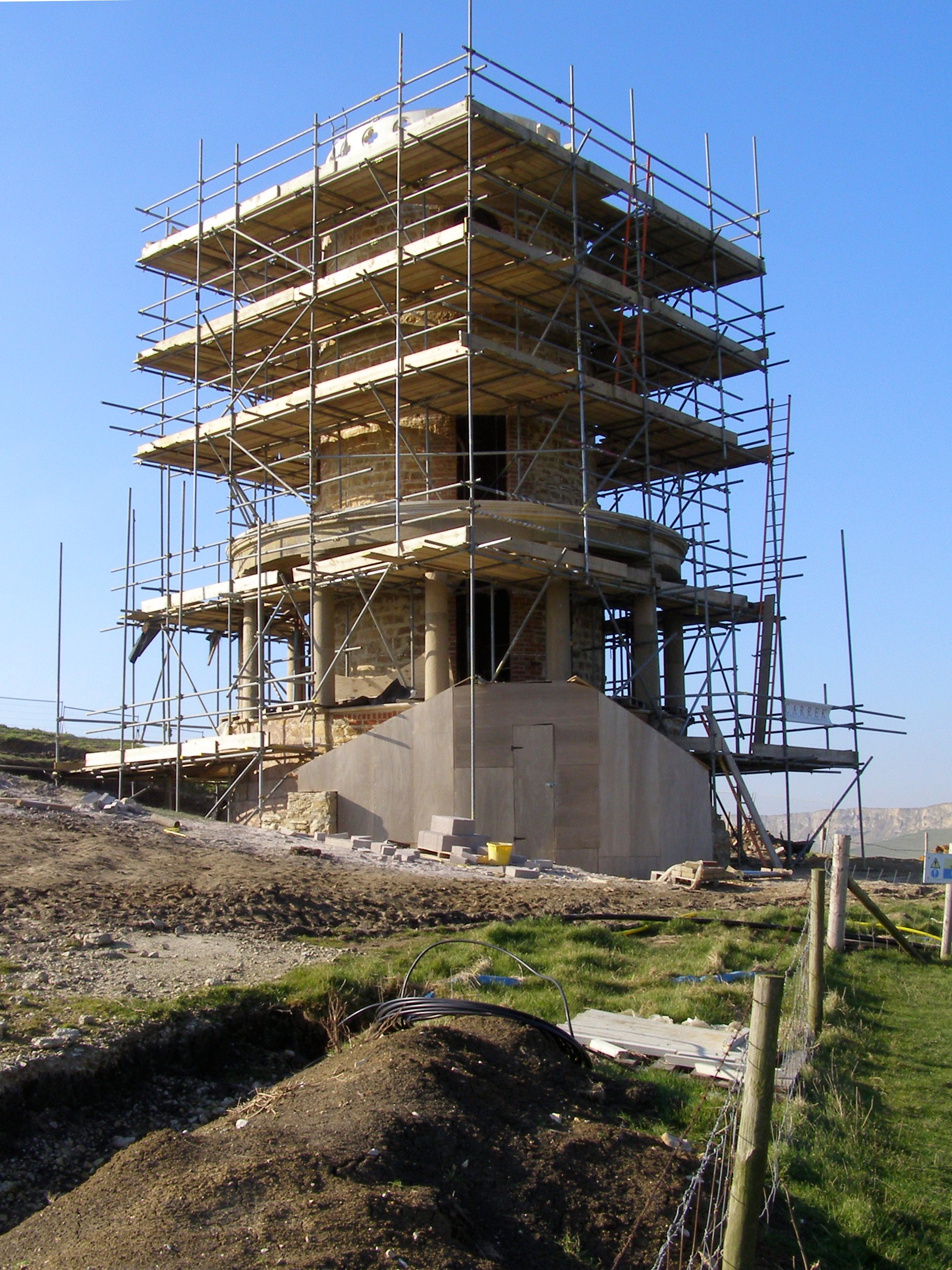
Phase finale de reconstruction de la tour Clavell (février 2008).

La tour Clavell est propriété du Landmark Trust. Elle était menacée de destruction par l'érosion des falaises : c'est pourquoi le Landmark Trust a décidé de la reconstruire 25 mètres plus loin.
L'édifice a été reconçu pour permettre l'accueil d'une famille. Les travaux ont démarré le 5 septembre 2006 ; ils ont coûté au total 900 000 £. Chacun des 16 272 moellons composant l'édifice d'origine a été soigneusement localisé, photographié et numéroté par les ingénieurs et experts, avant leur réassemblage. La dernière pierre a été cimentée le 25 février 2008 en grande cérémonie. La reconstruction aura nécessité l'apport de 298 nouveaux parpaings, près de 2 500 m de tubes et de câbles, 10 tonnes de crépis pour les murs, 1 344 sacs d'argile et 100 tonnes de sable.
La fondation compte sur un financement par le seul produit des loyers à venir. Le living room, au troisième étage, offre un panorama à 360 degrés.

## Voir également
- Le Landmark Trust Clavell Tower
- Clavell Tower d'après le site de l'île de Purbeck -